# XSb (Inschrift)
XSb ist die Abkürzung einer Inschrift von Xerxes I. (X). Sie wurde in Susa (S) entdeckt und von der Wissenschaft mit einem Index (b) versehen. Die Inschrift liegt fragmentiert in babylonischer Sprache vor.

## Inhalt
„Je suis Xerxès, le grand roi, le roi des rois, le roi des pays, le roi de la terre, le fils du roi Darius, l'Achéménide.“

„Ich bin Xerxes, der große König, König der Könige, König der Länder, König der Erde, der Sohn des Königs Dareios, ein Achämenide.“

## Beschreibung
Das Inschriftenfragment XSb wurde auf einer Säulenbasis gefunden und ist ein Text mit drei Zeilen in babylonischer Sprache. Auf der gleichen Säulenbasis wurde die Inschrift  D2Sa gefunden, die Dareios II. zugewiesen wird.
XSb wird zusammen mit der Inschrift XSc von Pierre Lecoq als simple Unterschrift bezeichnet, deren Texte derart lückenhaft sind, dass sie nicht eindeutig Xerxes I. zugewiesen werden können.